# Delta Aurigae
Delta Aurigae (Prijipati, Praja, 33 Aurigae) é uma estrela na direção da constelação de Auriga. Possui uma ascensão reta de 05h 59m 31.55s e uma declinação de +54° 17′ 05.9″. Sua magnitude aparente é igual a 3.72. Considerando sua distância de 140 anos-luz em relação à Terra, sua magnitude absoluta é igual a 0.55. Pertence à classe espectral K0III.